# МИСиС
Университет науки и технологий МИСИС (НИТУ МИСИС) — российский учебный и исследовательский технологический университет в городе Москве, научно-образовательный центр. Один из первых двух национальных исследовательских университетов России (наряду с МИФИ).
В состав НИТУ МИСИС входит 8 институтов и 6 филиалов — четыре в России и два за рубежом. В университете около 22 000 обучающихся, 25 % студентов — это граждане из 85 стран мира.
Полное официальное наименование: 
- Федеральное государственное автономное образовательное учреждение высшего образования «Национальный исследовательский технологический университет „МИСИС“» (НИТУ МИСИС).

## История

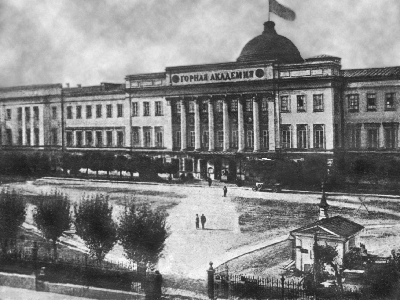
Московская горная академия (1918)

В 1918 году была создана Московская горная академия с горным, геологическим и металлургическим отделениями. В 1921 году эти отделения были преобразованы в три факультета.

### В СССР
Индустриализация в СССР потребовала подготовки за период с 1930 по 1935 год около 435 000 инженерно-технических специалистов, в то время как их число в 1929 году составляло 66 000.
В 1930 году по приказу ВСНХ СССР Московскую горную академию разделили на шесть самостоятельных вузов. Одним из них стал Московский институт стали (МИС);
- с 1930 года — Московский институт стали имени И. В. Сталина (МИС)
- с 1962 года — Московский институт стали и сплавов (МИСиС)
- c 7 октября 2008 года — НИТУ МИСИС.

На сегодняшний день три из шести вузов — институты стали, цветных металлов и горный — объединились в составе Национального исследовательского технологического университета МИСИС.
Многие выпускники Горной академии и этих трёх институтов являются легендами советской промышленности, так называемыми «стальными наркомами». Так, чёрную металлургию СССР долгие годы возглавлял Иван Тевосян, цветной металлургией руководил Пётр Ломако, занесенный в Книгу рекордов Гиннеса за самую долгую работу на министерских постах, угольная промышленность развивалась под руководством Дмитрия Оники и Бориса Братченко. «Атомный проект» Страны Советов вели к успеху первый ректор Московского института стали Авраамий Завенягин, Ефим Славский и Василий Емельянов.
Во время Великой Отечественной войны перед институтами была поставлена стратегическая задача — подготовка квалифицированных кадров, в которых ощущалась острая нехватка. Несмотря на то, что после ухода в 1941 году множества студентов и преподавателей в народное ополчение и последующей эвакуации вузам пришлось практически заново формировать преподавательский состав, задача была выполнена. Часть студентов и преподавателей МИСа была эвакуирована в город Сталинск, студенты и преподаватели МОЦМЗ в Алма-Ату. Именно за подготовку кадров 23 февраля 1944 года Московский институт стали получил свою первую награду — орден Трудового Красного Знамени.
После окончания войны подход к подготовке кадров существенно изменился. Раньше институты ориентировали исключительно на обучение специалистов для работы на предприятиях, но в послевоенные годы пристальное внимание стали уделять ещё и научно-исследовательской деятельности.
В 1948 году в МИС открылся физико-химический факультет, готовивший «секретных физиков» для исследовательских организаций атомной и оборонной промышленности. В этом же году все три института начали активно готовить специалистов для стран Восточной Европы, Азии, Африки, Латинской Америки. С 1956 года работает ультразвуковая лаборатория, организованная Борисом Агранатом.
В 1958 году Московский институт цветных металлов и золота был переведён в Красноярск, но несколько самых наукоемких кафедр остались в Москве и были переведены в Московский институт стали, где на их базе был организован факультет цветных и драгоценных металлов. В 1962 году в МИС был открыт факультет полупроводниковых материалов и приборов, а вуз, давно переросший рамки чёрной металлургии, был переименован в Московский институт стали и сплавов.
На 1960—1980 годы пришлось окончательное формирование научных школ МИСиСа в области металлургии, горного дела и материаловедения, которые были и остаются ведущими в стране. Профессиональная квалификация работавших в институтах учёных многократно подтверждалась престижными научными наградами. Кафедру теоретической физики МИСиС с 1976 по 1991 год возглавлял будущий лауреат Нобелевской премии по физике Алексей Абрикосов.

### В России
В 2000 году Московский государственный институт стали и сплавов стал лауреатом премии Правительства РФ в области качества образования.
В 2014 году произошло объединение НИТУ МИСИС и Московского горного университета, позволившее вести подготовку кадров для горно-металлургического комплекса страны в полном объёме: от добычи сырья до создания новых материалов и производства готовых изделий.
В 2008 году была закрыта военная кафедра МИСИС.

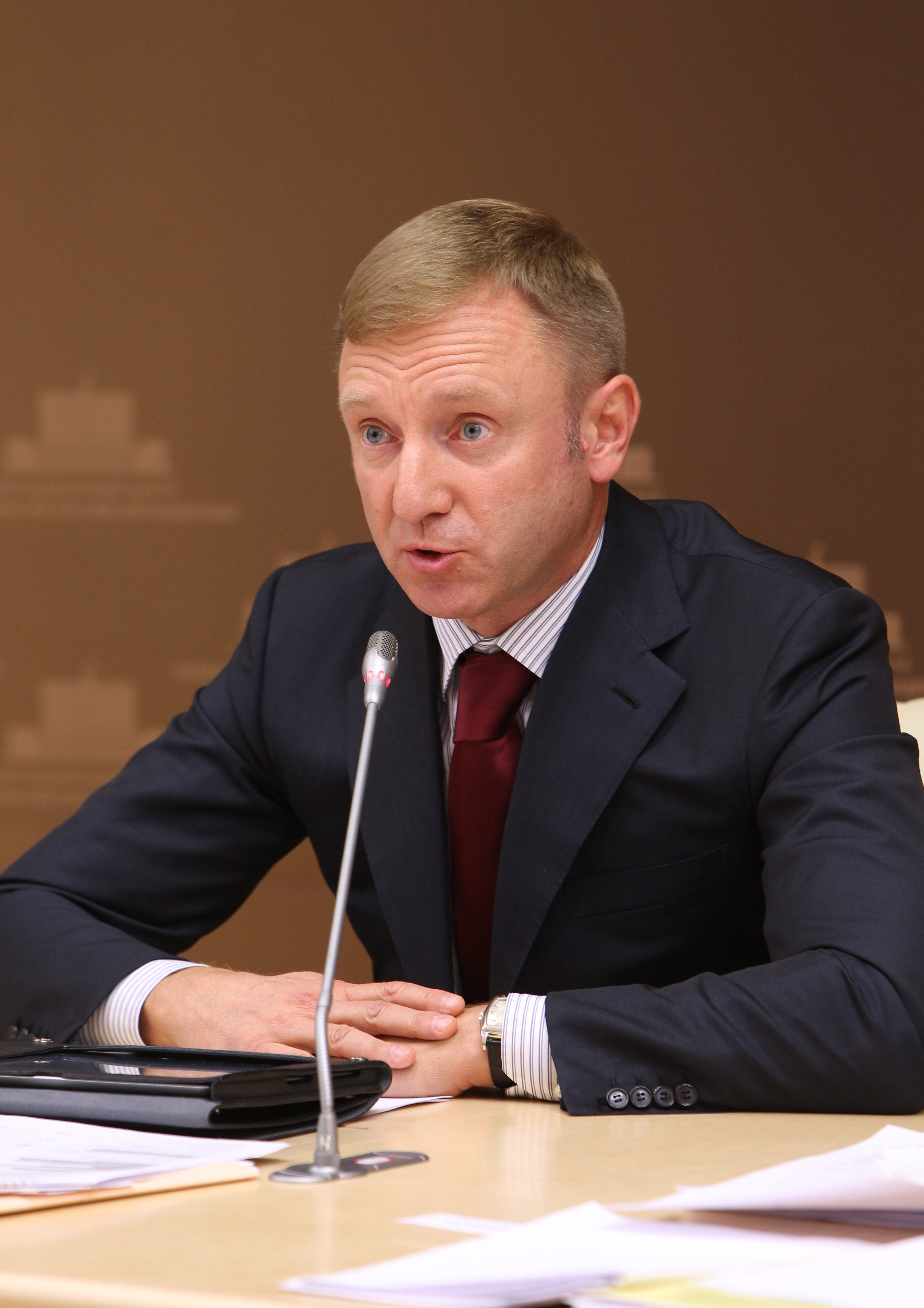
Дмитрий Ливанов — ректор МИСиС (2007—2012 гг.)
Министр образования и науки РФ (2012—2016).

В 2019 год у НИТУ МИСИС стал победителем конкурса на разработку «дорожной карты» по квантовым технологиям для программы «Цифровая экономика».
Коллективу НИТУ МИСИС объявлена благодарность Президента Российской Федерации за заслуги в научной и педагогической деятельности, подготовке высококвалифицированных специалистов.
Университет признан лучшим вузом России по версии Forbes.
НИТУ МИСИС и АНО «Платформа НТИ» открыли «Точку кипения — Коммуна» — самую большую и высокотехнологичную «Точку кипения» в России.
В рамках подписанного соглашения о сотрудничестве в НИТУ МИСИС открылась Академия больших данных Mail.ru Group.
В 2020 году НИТУ МИСИС и Сбербанк заключили соглашение о сотрудничестве, утвердив «дорожную карту» до 2024 года, которая состоит из 10 проектов и предполагает совместную подготовку бакалавров и магистров, открытие на базе университета лаборатории сервисной робототехники и проведение совместных научных исследований.
НИТУ МИСИС, SkillFactory и Mail.ru Group запустили первую русскоязычную онлайн-магистратуру по Data Science.
Министерство науки и высшего образования РФ признало аспирантку НИТУ МИСИС Елизавету Пермякову лучшей из более чем 185 тысяч выпускников московских вузов 2020 года.
В 2021 году НИТУ МИСИС стал победителем конкурса мегагрантов Правительства России, на средства которого создана лаборатория «Функциональные квантовые материалы». Всего в НИТУ МИСИС действуют 6 лабораторий, созданных на средства мегагрантов.
НИТУ МИСИС вошел в топ-100 лучших вузов мира предметного рейтинга QS «Инжиниринг — нефтегазовое дело».
Университет стал победителем Программы «Приоритет 2030» — как в её базовой части, так и по направлению «Исследовательское лидерство», где вошел в первую группу.
Ученые Центра НТИ «Квантовые коммуникации» НИТУ МИСИС совместно с коллегами из МТУСИ, компаний «КуРэйт» и «Код безопасности» запустили первую в России квантовую сеть с открытым доступом. Проект стал лауреатом премии «Технологический прорыв-2021» в номинации «Прорыв в разработке новых материалов и технологий».
В 2022 году НИТУ МИСИС и НЛМК подписали программу научно-технического сотрудничества до 2024 года. Согласно документу, стороны переходят от практики разовых научных контактов к системной работе и совместной подготовке кадров.
Университет занял первое место в предметном рейтинге «Технологии материалов», опубликованном Ассоциацией составителей рейтингов и рейтинговым агентством RAEX. Всего университет вошел в топ-20 8-ми предметных рейтингов.

## Руководство
Ректоры института и университета по году назначения:
- 1930 — Завенягин, Авраамий Павлович
- 1930 --Козлов, Павел Кириллович
- 1931 — Иванов, Александр Дмитриевич
- 1932 — Самарин, Александр Михайлович
- 1933 — Зайдель, Наум Соломонович
- 1933 — Кудрявцев, Василий Николаевич
- 1933 — Фёдоров, Иван Фёдорович
- 1937 — Королёв, Макарий Лаврентьевич
- 1938 — Суровой, Никита Михайлович
- 1939 — Мозговой, Владимир Сергеевич
- 1945 — Елютин, Вячеслав Петрович
- 1951 — Кидин, Иван Николаевич
- 1961 — Явойский, Владимир Иванович
- 1965 — Полухин, Пётр Иванович
- 1986 — Железнов, Юрий Дмитриевич
- 1992 — Карабасов, Юрий Сергеевич
- 2007 — Ливанов, Дмитрий Викторович
- 2013 — Черникова, Алевтина Анатольевна

## Структура университета
В состав университета входит восемь институтов и шесть филиалов.
Университет состоит из нескольких институтов:
- Институт технологий (ЭкоТех МИСИС)
- Институт новых материалов (ИНМиН МИСИС)
- Горный институт (ГИ МИСИС)
- Институт экономики и управления (ЭУПП МИСИС)
- Информационных компьютерных наук (ИТКН МИСИС)
- Базового образования (ИБО МИСИС)
- Непрерывного образования (ИНОБР МИСИС)
- Информационных бизнес-систем (ИИБС МИСИС)

В состав НИТУ МИСИС входят следующие филиалы:
- Старооскольский технологический институт им. А. А. Угарова (Старый Оскол, Белгородская область)
- Новотроицкий филиал (Новотроицк, Оренбургская область)
- Выксунский филиал (Выкса, Нижегородская область)
- Губкинский филиал ([Губкин (город)|Губкин]], Белгородская область)
- Душанбинский филиал (Душанбе, Республика Таджикистан).
- Алмалыкский филиал (Алмалык, Республика Узбекистан)

## Наука
НИТУ МИСИС стал победителем конкурса РВК на создание Центра НТИ по сквозной технологии «Квантовые коммуникации», а также победителем конкурса на разработку «дорожной карты» по квантовым технологиям для программы «Цифровая экономика».

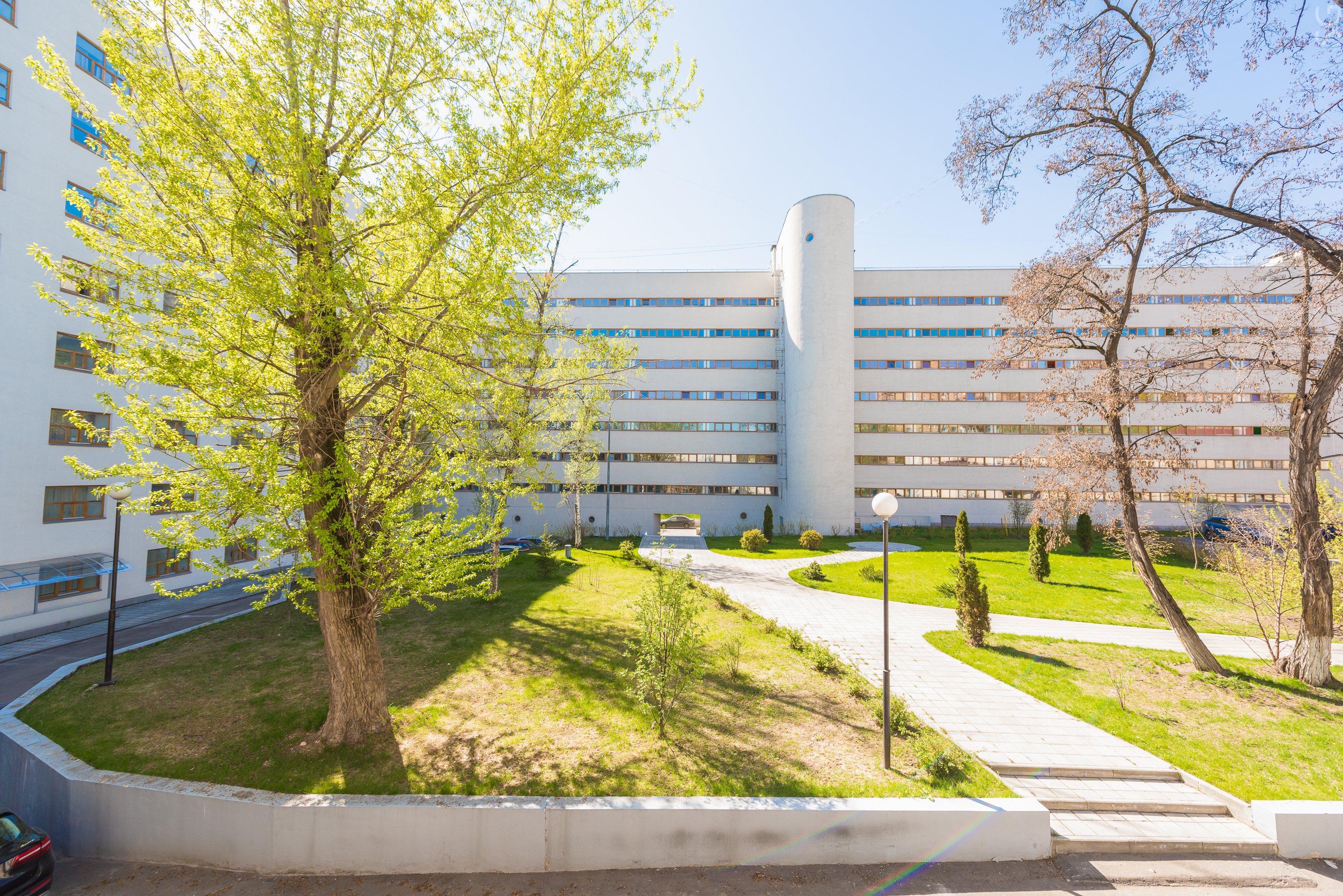
Студенческий кампус НИТУ МИСИС «Дом-коммуна»

НИТУ МИСИС с 2014 года развивает взаимодействие с международными исследовательскими инфраструктурами класса MegaScience. Университет активно использует синхротронные и нейтронные источники как в России (Курчатовский институт, Объединенный институт ядерных исследований), так и в мире (Европейский центр синхротронного излучения ESRF и немецкий научно-исследовательский центр DESY) для получения знаний о поведении материалов и протекании процессов на многих размерных и структурных уровнях. В 2021 году два проекта ученых НИТУ МИСИС победили в конкурсном отборе предложений на Европейский рентгеновский лазер на свободных электронах (XFEL).

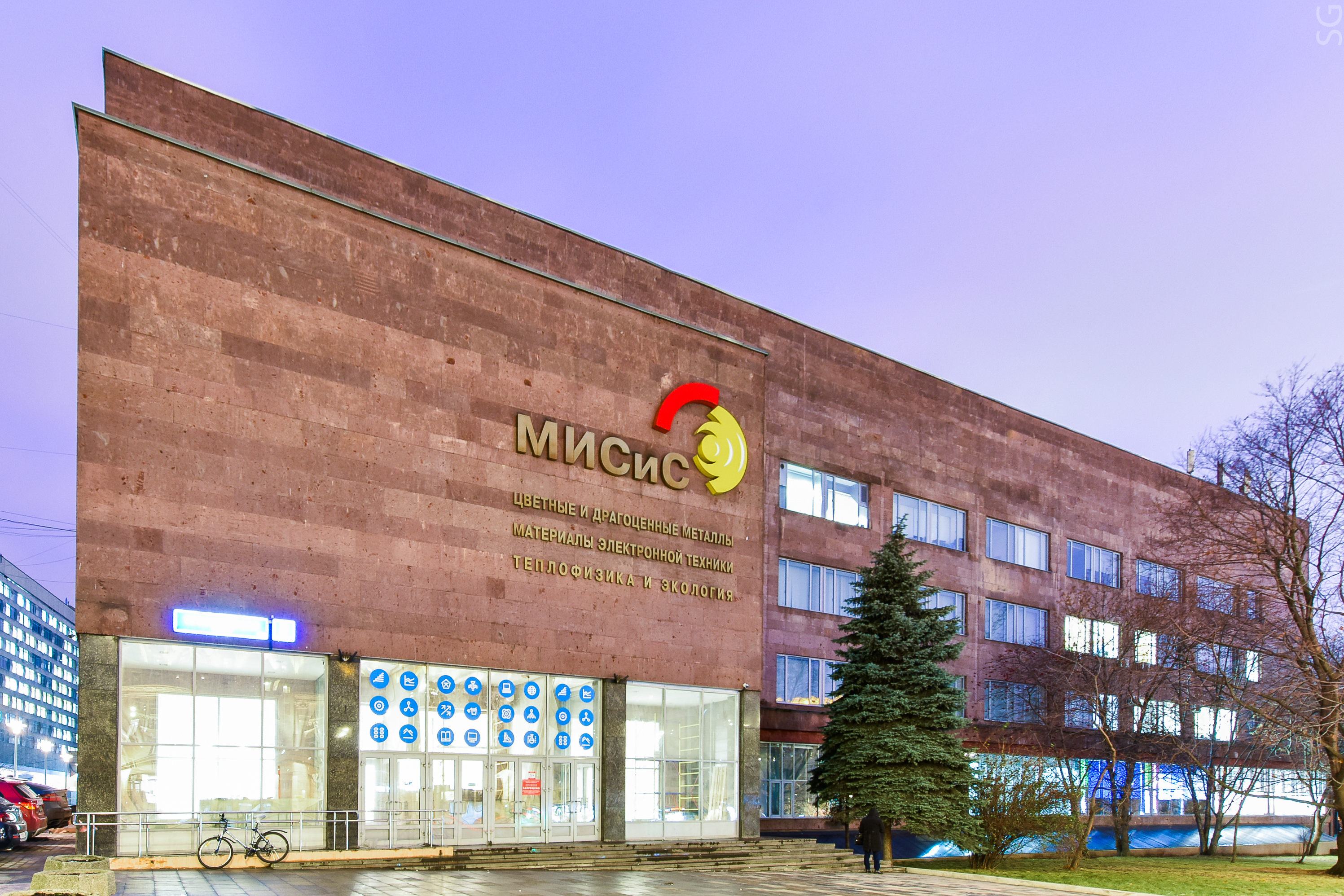
Корпус «К»

## Образование
Университет сотрудничает более чем с 1600 крупнейшими компаниями России и мира. Средний балл ЕГЭ поступающих в университет вырос с 67,3 в 2012 году до 88,8 баллов в 2021 году.
НИТУ МИСИС ведет образовательную деятельность по 135 направлениям подготовки для бакалавриата, специалитета, магистратуры и в рамках дополнительного обучения. 13 программ бакалавриата и 6 программ магистратуры имеют европейский знак качества EUR-ACE®.
Университет предлагает 10 англоязычных программ магистратуры, две из них имеют международную аккредитацию в ASIIN: Multicomponent nanostructured coatings, Nanofilms и Quantum physics for advanced materials engineering.
Для иностранцев открыто подготовительное отделение с обучением на русском языке. Подготовка осуществляется по дополнительным общеобразовательным программам инженерно-технической и технологической и экономической направленности.

## Достижения
Один из ведущих российских вузов в сфере материаловедения, металлургии и горного дела. В рейтинге национального мониторинга по качеству приёма, который составляет ВШЭ, в 2021 году занял 13-е место (средний балл ЕГЭ вырос до 88,8), пять лет подряд занимает четвёртое место среди лучших технических вузов страны.
В 2013 году стал победителем Программы повышения конкурентоспособности ведущих российских университетов среди мировых научно-образовательных центров («Проекта 5-100»), до окончания программы входил в группу лидеров.
Университет — победитель конкурса государственной программы «Приоритет 2030» — как в её базовой части, так и по направлению «Исследовательское лидерство», где вуз вошел в первую группу.

### Рейтинги
В настоящее время Университет МИСИС — в топ-500 лучших вузов мира по версии глобального рейтинга QS World University Rankings, в топ-10 национального рейтинга университетов «Интерфакс». Университет — участник 22 предметных рейтингов THE, QS и ARWU, входя в топ-50 QS «Инжиниринг — Горное дело», топ-75 ARWU «Инжиниринг — Металлургия». Университет — в группе 151+ предметного глобального рейтинга QS «Материаловедение», является лидером в этой области среди российских вузов.
Мировые рейтинги:
- 2022—297 место в Международном рейтинге «Три миссии университета»[37].
- 2022—467 место в мировом образовательном рейтинге QS[32].
- 2021—301—500 место в рейтинге QS Graduate Employability Rankings[38].
- 2022 — 48 место рейтинга QS университетов развивающихся стран Европы и Центральной Азии[39].
- 2022—601—800 место в мировом образовательном рейтинге THE[40].
- 2022 — 89 место в мировом образовательном рейтинге THE Emerging Economies University Rankings[41].
- 2016 — 19 место в мировом образовательном рейтинге THE The world’s best small universities[42].

Мировые предметные рейтинги:
- 2021 — 42 место в мировом предметном рейтинге QS по направлению «Инжиниринг — Горное дело»[34].
- 2021 — 51—100 место в мировом предметном рейтинге QS по направлению «Инжиниринг — Нефтегазовое дело»[16].
- 2021—151—200 место в мировом предметном рейтинге QS по направлению «Материаловедение»[36].
- 2021—201—250 место в мировом предметном рейтинге QS по направлению «Инжиниринг — Механика, Аэронавтика и Производство»[43].
- 2021—251—300 место в мировом предметном рейтинге QS по направлению «Физика и Астрономия»[16].
- 2021—401—450 место в мировом предметном рейтинге QS по направлению «Химия»[44].
- 2021—451—500 место в мировом предметном рейтинге QS по направлению «Инжиниринг — Электрика и Электроника»[45].
- 2021 — 51 — 75 место в Шанхайском предметном рейтинге Global Ranking of Academic Subjects (ARWU) по направлению «Инжиниринг — металлургия»[35].
- 2021—301 — 400 место в Шанхайском предметном рейтинге Global Ranking of Academic Subjects (ARWU) по направлению «Наноисследования & нанотехнологии»[46].
- 2021—301 — 400 место в Шанхайском предметном рейтинге Global Ranking of Academic Subjects (ARWU) по направлению «Материаловедение и инжениринг»[47].

Национальные рейтинги:
- 2019 — 1 место в Рейтинге лучших вузов России по версии Forbes[48].
- 2021 — 5 место в Рейтинге лучших вузов России по версии Forbes[48].
- 2021 — 9 место в Национальном рейтинге университетов агентства «Интерфакс»[33].
- 2021 — 13 место в Мониторинге по качеству приема в вузы (ВШЭ) — все вузы[30].
- 2021 — 4 место в Мониторинге по качеству приема в вузы (ВШЭ) — технические вузы[30].
- 2022 — 16 место в Рейтинге лучших вузов России RAEX-100[49].